# Bantihal, Shahpur
Bantihal là một làng thuộc tehsil Shahpur, huyện Gulbarga, bang Karnataka, Ấn Độ.